# 山上範芳
山上 範芳（やまがみ のりよし、1963年〈昭和38年〉12月21日 - ）は、日本の運輸・国土交通官僚。

## 経歴
広島県出身。広島学院高等学校を経て、1987年3月に東京大学法学部を卒業。国家公務員採用Ⅰ種試験(法律)に合格して、同年4月に運輸省入省。
2021年1月5日、国土交通省国際統括官に就任。

## 年譜
基本的な出典
- 1987年
  - 03月：東京大学法学部卒業
  - 04月：運輸省入省（航空局監理部総務課[2]）
- 1989年01月：運輸省国際運輸・観光局海運事業課[2]
- 1990年09月：大蔵省国際金融局開発金融課主任[2]
- 1992年06月：運輸省大臣官房人事課付（アメリカ・スタンフォード大学留学（政治学））
- 1994年08月：運輸省海上技術安全局総務課専門官
- 1995年07月：宮城県土木部空港対策課長
- 1997年07月：国土庁計画・調整局総合交通課長補佐
- 1999年07月：運輸省運輸政策局運輸産業課補佐官
- 2001年
  - 01月：国土交通省総合政策局政策課長補佐
  - 04月：中部国際空港（株）総務部総務グループリーダー
- 2003年04月：国土交通省大臣官房総務課企画官（港湾局）
- 2004年05月：外務省在英国日本国大使館参事官
- 2007年07月：国土交通省自動車交通局保障課長
- 2009年07月：国土交通省大臣官房参事官（鉄道局）
- 2012年
  - 04月：国土交通省鉄道局国際課長
  - 05月：外務省在英国日本国大使館公使
- 2015年01月：国土交通省大臣官房付（内閣官房総合海洋政策本部事務局参事官）
- 2016年06月28日：国土交通省大臣官房審議官（総合政策局、鉄道局担当）[4]
- 2017年07月07日：国土交通省鉄道局次長[5]
- 2018年
  - 07月31日：国土交通省総合政策局次長[6]
  - 12月：（併）内閣官房副長官補付
  - 12月：（命）内閣官房小型無人機等対策推進室審議官
- 2019年
  - 07月09日：国土交通省大臣官房危機管理・運輸安全政策審議官[7]
  - 07月：（併）内閣官房内閣情報調査室
  - 07月：（命）内閣官房国際テロ情報集約室次長
- 2020年07月21日：気象庁次長[8]
- 2021年01月05日：国土交通省国際統括官[9][10][3]
- 2022年
  - 06月28日：辞職[11]
  - 10月01日：三井住友海上火災保険顧問
- 2023年06月27日：東京地下鉄常務執行役員国際ビジネス部担当[12]